# Terreur à l'ouest (film, 1939)
Pour le film d'André De Toth sorti en 1954, voir Terreur à l'ouest (film, 1954).
Pour plus de détails, voir Fiche technique et Distribution.
Terreur à l'ouest (titre original : The Oklahoma Kid) est un film américain réalisé par Lloyd Bacon, sorti en 1939.

## Synopsis
Jim Kincaid est un bandit connu sous le nom de « Oklahoma Kid ». Le gouvernement, devant acheter des territoires aux Indiens, achemine l'argent qui leur est destiné par un convoi qui est bientôt attaqué par la bande de Whip Mac Cord. Mais le Kid intercepte ce convoi et s'empare du butin. Lors d'une soirée de bal, le Kid rencontre Jane, qui est la fille du juge Hardwick. Il tombe amoureux de la jeune femme.

## Fiche technique
- Titre : Terreur à l'ouest
- Titre original : The Oklahoma Kid
- Réalisation : Lloyd Bacon
- Scénario : Warren Duff, Robert Buckner, Edward E. Paramore Jr., Jerome Odlum (non crédité) et Norman Reilly Raine (non crédité) d'après une histoire de Edward E. Paramore Jr. et Wally Kline
- Production : Samuel Bischoff producteur associé, Hal B. Wallis producteur exécutif et Jack L. Warner producteur exécutif (non crédités)
- Société de production : Warner Bros. Pictures
- Musique : Max Steiner, Adolph Deutsch
- Photographie : James Wong Howe
- Montage : Owen Marks
- Direction artistique : Esdras Hartley (en)
- Costumes : Orry-Kelly
- Pays de production :  États-Unis
- Langue : Anglais
- Format : Noir et blanc - Son : Mono (RCA Victor System)
- Genre : Western
- Durée : 85 minutes
- Dates de sortie : 
  - États-Unis 3 mars 1939 première à Tulsa
  - États-Unis 11 mars 1939
  - France 10 mai 1939

## Distribution
- James Cagney : Jim Kincaid (The Oklahoma Kid)
- Humphrey Bogart : Whip McCord
- Rosemary Lane : Jane Hardwick
- Donald Crisp : Juge Hardwick
- Harvey Stephens : Ned Kincaid
- Hugh Sothern : John Kincaid
- Charles Middleton : Alec Martin
- Edward Pawley : Ace Doolin
- Ward Bond : Wes Handley
- Lew Harvey : Ed Curley
- Trevor Bardette : Indien Joe Pasco
- John Miljan : Ringo (l'avocat)
- Arthur Aylesworth : Juge Morgan
- Irving Bacon : Employé d'Hôtel
- Joe Devlin : Keely

Acteurs non crédités
- Ed Brady : le président du jury
- Stuart Holmes : Grover Cleveland
- Robert Homans : le barman
- Soledad Jiménez : la servante de Jane
- Glen Cavender